# 华尔街之狼
是马丁·斯科塞斯执导的2013年美国传记黑色喜剧片，剧本由泰倫斯·溫特根据乔丹·贝尔福特同名回忆录改编。莱昂纳多·迪卡普里奥领衔饰演20世纪90年代在华尔街大肆参与证券欺诈和洗錢的纽约股票经纪人佐頓·貝福，其他主要演员包括喬納·希爾、瑪歌·羅比、凱爾·錢德勒。
影片2013年12月17日在纽约首映，再经派拉蒙影業策划圣诞节当天在北美洲和法国全面上映，最终以一亿美元预算取得超3.92亿美元全球票房，创下斯科塞斯导演作品新纪录。该电影被指资金来源于一个马来西亚发展有限公司丑闻（1MDB）；美国司法部和马来西亚反贪污委员会对红岩影片公司进行了调查，马来西亚前首相纳吉·阿都拉萨继子同时也是该电影制片人的里扎阿兹于2019年被逮捕。

## 剧情
1987年，25岁的乔丹·贝尔福特在华尔街的L.F.罗斯柴尔德公司找了份股票经纪人的工作，老板是马克·汉纳。他很快就被那种嗑药成风的券商文化给迷住了，还有汉纳信奉的“经纪人唯一的目标就是给自己捞钱”的理念。结果没多久，赶上“黑色星期一”，就是自1929年华尔街大崩盘以来历史上最大的单日股市暴跌，乔丹也丢了工作。然后，他在长岛一家叫“投资者中心”的“锅炉房”式券商那里找了个活儿，这家公司专门倒腾那些粉单市场的垃圾股。靠着他那股咄咄逼人的推销劲头和高额佣金，他赚了笔小钱。
乔丹跟他的邻居唐尼·阿佐夫交上了朋友，俩人合伙开了家自己的“锅炉房”式券商公司。他们拉来了乔丹的发小罗比·范伯格、奥尔登·库珀伯格、尼基·科斯科夫、切斯特·明和托比·韦尔奇，还有一个本地的毒贩子布拉德·博尼克。乔丹把这些人全都培训了一遍，教他们怎么搞“硬性推销”，然后把公司设在了一家废弃的汽车修理厂里。乔丹的那些手段和销售技巧，很大程度上促成了他“拉高出货”（pump and dump）骗局的成功，就是用误导性的、吹得天花乱坠的消息把股价炒高，然后好用虚高的价格卖出去。等搞这骗局的人把他们手里的高估值股票一抛售，股价就一落千丈，那些被忽悠在高位接盘的人，手里剩下的股票一下子就远不值他们当初买的那个价了。为了掩人耳目，乔丹在1989年给公司起了个听起来挺像样的名字：斯特拉顿·奥克蒙特（Stratton Oakmont）。
没过多久，公司就搞得非常成功，从汽车修理厂搬到了更大的办公室。《福布斯》杂志上的一篇揭露报道，给乔丹起了个外号叫“华尔街之狼”——说他是“一个扭曲版的罗宾汉，劫富济己，还分点好处给他那帮快活的经纪人兄弟们”——这下子吸引了几百个野心勃勃的年轻金融才俊蜂拥而来，公司只好又搬进了更大的办公楼。
就在这一切发生的同时，乔丹也变得巨有钱，开始过上招妓、嗑药的糜烂生活。他跟一个叫内奥米·拉帕格利娅的内衣设计师搞到了一起。他老婆特蕾莎发现后，乔丹就跟她离了婚，在1991年娶了内奥米。与此同时，美国证监会（SEC）和联邦调查局（FBI）开始调查斯特拉顿·奥克蒙特。
1993年，乔丹在搞定史蒂夫·马登有限公司（Steve Madden, Ltd.）的首次公开募股（IPO）后（这家公司是唐尼的发小、女鞋设计师史蒂夫·马登创立的），在三个小时内非法赚了2200万美元，这让他和他的公司更加引起了FBI的注意。乔丹想贿赂探员德纳姆，但没成功，这促使他得给自己的钱找个安全的地方。他通过一个腐败的银行家让-雅克·索雷尔，用内奥米阿姨埃玛的名字开了个瑞士银行账户，埃玛是英国公民，美国当局的手暂时伸不到她那里。他利用布拉德那个有瑞士-斯洛文尼亚双重国籍的老婆尚塔尔和她家人，他们都有欧洲护照，正好用来偷运现金到瑞士。
很快，唐尼和布拉德在一次公开场合交接钱款的时候，吵了个面红耳赤，结果布拉德被抓了，唐尼跑掉了。唐尼告诉乔丹，他搞到了一些柠檬714（Lemmon 714），就是那种被乔丹称为“毒品界圣杯”的安眠酮（Quaaludes）。俩人一边看《全家福》（Family Matters）一边就着清酒把药磕了，但一点反应都没有，他们估摸着是过期了。
乔丹的私家侦探博·迪特尔给他打电话，让他必须用公用电话回过去谈。乔丹开车到当地一家乡村俱乐部，给博打了电话，博告诉他，FBI正在窃听他的电话。就在跟博通话的时候，之前吃的安眠酮药劲儿上来了，乔丹变得烂醉如泥，费了九牛二虎之力才把他的兰博基尼康塔什（Lamborghini Countach）开回家。到家后，他发现唐尼正在打电话，差点用电话线勒死他。唐尼吃肉噎住了，乔丹吸了一大口可卡因，然后给他做了海姆立克急救法（Heimlich maneuver）。第二天早上，警察来了，告诉乔丹他的车被撞烂了。
乔丹的父亲麦克斯担心儿子出事，劝他离开斯特拉顿·奥克蒙特，暂时避避风头，让乔丹的律师去斡旋，争取达成协议让他免于牢狱之灾。结果，就在乔丹发表告别演说的时候，他实在舍不得走，说着说着又说服了自己留下来，这番话赢得了他朋友和员工们的热烈拥护。
1996年，乔丹、唐尼带着各自的老婆，正坐游艇去意大利玩，这时他们得知埃玛阿姨心脏病发作去世了。乔丹立马动身去瑞士，打算冒充她签名把账户保住，然后再去伦敦参加葬礼。为了绕过边境巡逻，他命令游艇船长泰德开往摩纳哥，结果他们的船在暴风雨中翻了。获救之后，派来接他们去日内瓦的飞机又因为一只海鸥撞进引擎而毁了；乔丹把这看作是上帝给他的信号，让他正视自己越来越严重的毒瘾问题，并开始尝试戒毒。
1998年，银行家索雷尔和科斯科夫因为一件不相干的案子被捕了，索雷尔为了争取宽大处理（plea bargain），就把乔丹的事情捅给了FBI。由于针对乔丹的证据实在太多，他只好同意帮FBI收集其他同事的证据，以此换取从轻发落。最后一次跟内奥米上床之后，她告诉乔丹要跟他离婚，并且要他们女儿和还在襁褓中的儿子的全部抚养权。乔丹吸了可卡因后怒火中烧，打了内奥米一拳，还想抢走女儿开车跑路，结果车撞在了自家车道上。
后来，乔丹戴着窃听器去上班，偷偷递了张纸条给唐尼，想提醒他这个老搭档。然而，纸条很快就被FBI发现了，他们随即逮捕了乔丹，并且突击搜查、关停了斯特拉顿·奥克蒙特。尽管他违反了协议，但因为他提供了证词，乔丹还是获得了减刑，最终被判在低设防监狱（minimum security prison）服刑36个月。他在服刑22个月后于2000年被释放。出狱后，乔丹靠举办销售技巧研讨会为生。

## 演员
- 李奧納多·狄卡皮歐 飾 乔丹·贝尔福特，本片主角，史崔頓·奧克蒙公司的創建者，臭名昭彰的華爾街之狼[9]
- 乔纳·希尔 飾 唐尼·阿佐夫，乔丹的同事兼好友，與喬丹一起創辦史崔頓[10]
- 瑪歌·羅比 飾 娜歐蜜·拉帕利亞，乔丹的第二任老婆，两人育有一女[11][12]
- 凱爾·錢德勒 飾 派翠克·丹能，聯邦調查局探員，負責調查喬登的非法行為[13]
- 羅伯·萊納 飾 麥斯·貝爾福特，乔丹的爸爸，人稱瘋狂麥斯[14][15]
- 強·柏恩瑟 飾 布拉德·八德尼克，史崔頓的成員，曾為毒梟[16]
- 強·法夫洛 飾 曼尼·李思金[17]
- 尚·杜加丹 飾 讓-雅克·漢達利，日內瓦一家银行的高階主管[18]
- 馬修·麥康納 飾 馬克·漢納，股票经纪人，乔丹事业的指路人[19]
- 克莉絲汀·米利歐提 飾 特蕾莎·佩特里羅，乔丹的第一任妻子[20]
- 克里斯蒂娜·埃伯索爾 飾 莉亞·貝爾福特，乔丹的媽媽
- 崔肯奈（英语：Kenneth Choi） 飾 切斯特·明，史崔頓的成員[21]
- 布萊恩·薩加（英语：Brian Sacca） 飾 羅比·芬伯格，史崔頓的成員
- 亨利·澤布羅夫斯基（英语：Henry Zebrowski） 飾 海獺，史崔頓的成員
- 喬安娜·拉姆利 飾 艾瑪，娜歐蜜的姑姑，英国人
- 斯派克·瓊斯 飾 德韋恩，从事垃圾股买卖的“投资者中心”负责人
- 伊森·索普 飾 托比·韋爾奇
- 馬丁·克萊巴（英语：Martin Klebba） 飾 弗蘭克·貝瑞
- 卡塔琳娜·卡司（英语：Katarina Čas） 飾 錢塔爾，布拉德的妻子
- 麥迪遜·麥金利（英语：Madison McKinley） 飾 海蒂，唐尼的表妹與妻子，两人育有两个孩子[22][23][24]
- 巴里·羅斯巴特（英语：Barry Rothbart） 飾 彼得·迪布拉西奧
- P. J.拜恩 飾 尼基·柯史閣
- 乔丹·贝尔福特 飾 結尾主持人

## 制作
馬田·史高西斯在拍摄《禁闭岛》前创作了该片的剧本。由于本片迟迟没被华纳兄弟允许拍摄，史高西斯称“因为这个，我生命里的宝贵五个月被他们白白浪费了。”最终在2012年电影项目被允许拍摄。
电影于2012年8月8日在纽约市开始拍摄。 主演乔纳·希尔称他的第一个拍摄日是在2012年9月4号开始的。被其他媒体报道称该电影也在新泽西郊区和纽约哈里森区取景。2013年1月，该电影在纽约阿德斯里区一个废弃的办公大楼里拍摄了额外的场景。
史高西斯的御用剪辑师塞尔玛·施恩梅克尔说该电影摒弃以往的胶片模式，以數位格式拍摄。作为胶片格式的忠实拥护者，史高西斯的第一部數位电影是《雨果》，因为该片需要三维技术。但是这次史高西斯将使用數位格式拍摄这部电影的决定让塞尔玛吃惊。塞尔玛对于这个决定表示了惋惜，说“我们看起来输了这场战役。”不过，据其他媒体报道，某些场景将会以胶片格式拍摄。

## 评价
媒體綜評75分，其中《環球郵報》、《舊金山紀事報》、《邁阿密先鋒報》、《ReelViews》、《洛杉磯時報》、《滾石》、《帝國》、《紐約觀察家報》、《每日電訊報》、《完全電影》等媒體給出滿分。評論匯總網站爛番茄共收集本片288篇評論（228篇好評，59篇差評），新鮮度80%，平均分數7.8/10。
美媒認為：“今年公映的“美國式”影片中最出色也是最有趣的一部”，“如果本片是一部正戲估計無人捧場，但史柯西斯和編劇泰倫斯天才地將整个故事扭轉为荒誕喜劇，每當你感覺已经足夠瘋狂時它都會給你更加放蕩的高潮”，“影片一改馬丁过去的風格，更加荒謬更加可笑，誇張而縱慾的內容填滿了影片的每一個角落，卻又每每在關鍵之處切中要害”，“片中道德淪喪人性昂張令人厭惡卻也令人著迷，在你破口唾罵的同時卻又哈哈大笑，直至營造出古怪而詭異的觀感”，“李奧納多第一次在銀幕上展現出如此狂野的一面”，“李奧納多的表演讓能量渗透至影片的每一个角落，他用最松散的方式將所扮演角色的魅力砰然释放。”
紐約每日新聞評：“這是一種狂妄、狂躁 荒誕不羈喜劇的艷俗不道德行為，可以檢驗觀眾的品味及道德尺度。但是這是一場賭博，因為你離開了這個腎上腺素旅行浪費掉了，但相當振奮振奮人心。’’

## 上映

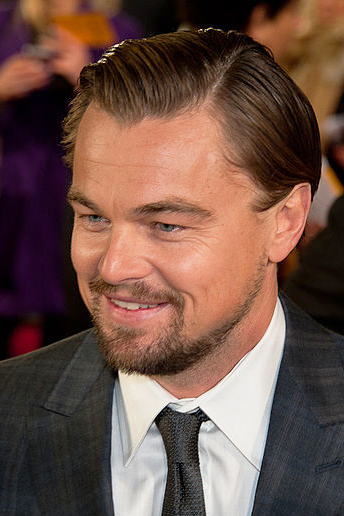
莱昂纳多·迪卡普里奥出席影片在2014年1月的伦敦首映式

由于片中有大量裸体、性爱、粗口场面，因此在美国被评为R级上映。而片中使用了569次“Fuck”一词，使得本片成为使用該词句最多的非纪录影片。直到《爆粗網電影版》上才被打破，使用935次。在香港，依香港电影分级制度本片属于第III级别，只准18岁或以上人士观看。

## 票房
美國首週末收獲1851萬美元列第五位，首週五天累計3430萬，次週末收獲1340萬列第四共累計6329萬。美國最終票房成績收獲1.16億美元，海外地區票房成績收獲2.75億美元，全球票房累計超過3.92億美元，超越《隔離島》的2.94億成為史柯西斯最賣座的電影。香港首周四天收获707万港币，次于《機器戰警》列第二位；次周收入1036万成为冠军；第三周收722万蝉联冠军。
依据监控盗版趋势公司Excipio的数据，本片为2014年度被非法下载次数最多的影片。
| 上一届： 《大稻埕》   | 2014年台北週末票房冠軍 第7-8周 | 下一届： 《KANO》              |
| 上一届： 《鐵甲威龍》 | 2014年香港一週票房冠軍 第7-8週 | 下一届： 《300勇士：帝國崛起》 |

## 奖项
《华尔街之狼》获众多荣誉肯定，导演、剧本、迪卡普里奥的演出尤得赞誉。电影入围第86届奥斯卡最佳影片、导演、原著改编、男主角、男配角等五个项目，但最后全部落空。影片获第67届英国电影学院奖最佳导演、男主角、改编剧本等四项提名，但同样未能胜出。迪卡普里奥获第71屆金球獎最佳电影男主角（音乐剧/喜剧类），电影入围最佳影片（音乐剧/喜剧类）。除美国导演工会奖、美国编剧工会奖、美國製片人協會的提名外，國家評論協會与美国电影学会均把本片选入2013年十大佳片